# Unione Nazionale Bulgara
L'Unione Nazionale Bulgara (in bulgaro:  Balgarski Naroden Sajuz; Български народен съюз) è stata una coalizione politica attiva in Bulgaria costituitasi in occasione delle elezioni parlamentari del 2005. Ad essa hanno preso parte:
- Unione Nazionale Agraria;
- Movimento Nazionale Bulgaro, di ispirazione conservatrice, espressione della minoranza macedone;
- Unione dei Democratici Liberi.

La coalizione ha ottenuto il 5,7% dei voti e 13 seggi. Suo leader era Stefan Sofiansky.